# Dalmáciai vasútvonal
A Dalmáciai vasútvonal (horvátul: Dalmatinska pruga, németül: Dalmatinische Bahn) Horvátország legdélebbi vasútvonala. Dalmáciai Knin vasúti csomópontból kiinduló, egyvágányú, nem villamosított vasútvonal. Perkovićnál két ágra válik, a déli ága Splitbe, az északi ága Šibenikben végződik. A Lika vasútvonal révén csatlakozik Zágráb felé.

## Története
Már az 1860-as években, többek között Bernhard von Wüllerstorf-Urbair altengernagy szorgalmazta a magántőke bevonásával Ausztria-Magyarország és Dalmácia közötti vasúti összeköttetés megteremtését. Fedezet hiányában azonban a beruházások elmaradtak. Az 1870-es években Császári és Királyi Osztrák Államvasutak stratégiai okból kezdeményezte a vasútvonal megépítését.
A "La Dalmazia" olasz nyelvű folyóirat 1846. évi 29. száma foglalkozik a dalmáciai vasútvonalak (’’Strada ferrata in Dalmazia’’) építésének szükségességével. A cikk szerzője (valószínűleg a makarskai Abe Agotino Grubiąić) öt vonal, - a valamikori karavánutak nyomát kísérve - kiépítését szorgalmazta: Szarajevó-Travnik-Livno-Sinj-Klis-Split; Sinj-Vrlika-Drnia-Roaki Slap-Benkovac-Zára; Drnia-Šibenik; Livno-Mostar-Trebinje-Dubrovnik és Mostar-Han. Az elkövetkező 30 évben újabb és újabb elképzelések láttak napvilágot, azonban a politikai események és érdekek ütközése miatt Dalmácia vasúti fejlesztéséről csak 1873-ban született meg az első konkrét törvény: Splittől Perkovićen és Drniąen áthaladva Kninig és Pridubićig (horvát-dalmát határ), két leágazással: Perkovićtól Šibenikig és Knintől Zadarig.
Azonban a gazdasági krízis és koncessziósok hiánya miatt nem volt pénz a finanszírozásra, ezért ezek is csak részben valósultak meg. Ezért a császári udvar 1874. évi döntése alapján állami költségen indult meg az építés Split-Siverić (84,35 km) és Perković-Šibenik szakaszon, így ekkor sem került sor Zára és a dalmát háttér bekapcsolására. A nehéz terep és kizárólag élő munkaerő alkalmazása ellenére 1876 végére elkészült a Šibenik-Siverić szakasz és a hivatalos megnyitásra 1877. október 4-én került sor. 1874 és 1877 között megépült a Siverić – Split szakasz is. 1888-ban megvalósult a Siverić – Knin kapcsolat. A Lika területén átvezető Lika vasútvonal azonban jóval később, csak 1925-ben készült el, így a Zágráb felé való csatlakozás majd 40 évet csúszott.
A vonalat a Jugoszláv Vasutak üzemeltette és fejlesztette, így Bihács felé új fővonalt nyitott. Ma ez a pálya használaton kívül van.
Horvátország függetlenségét követően 1991-től az  újonnan alapított vasúttársaság Hrvatske željeznice (Hž) vette át a vonalat. A délszláv háborúban a pálya megsérült, elpusztult, vagy részben járhatatlanná vált.
A forgalom számára 2001-ben került újbóli megnyitásra. A Knin-Perković-Split vasútvonal ma a Ogulin-Knin-Split fővonalának része. Knintől Splitig a pályát 2004-ben, a billenőszekrényes ICN vonatok érkezése előtt felújították, ágyazatot és talpfákat cseréltek, az engedélyezett sebesség általában 100 km/h. Knin-Perković között a személyforgalom gyérebb, napi négy pár személyvonat közlekedik, Kninből a szárnyvonal végéig, Šibenikbe, Perkovićban kivétel nélkül átszállást biztosítva Split felé.
A gőzüzemet az 1960-as évek legelején szüntették meg. A legelső dízelmozdony 1960. április 4-én érkezett meg, méghozzá az Ekbrook nevű hajón a spliti kikötőbe, egyenesen Kanadából, G16-os gyári számmal. A Jugoszláv Vasutaknál a 661-es típusjelzést kapta, horvát utódtípusa a HŽ 2061 sorozat. Egy nappal később, április 5-én átszállították a knini depóba. Első vonata végül az 1348-as számú tehervonat volt 1960. április 12-én. Jelenleg a 2061-esek zöme leselejtezve áll a fűtőházak előtt. A dalmáciai vasúton a vontatás oroszlánrészét ma a HŽ 2062 sorozatú mozdonyok, a Kennedyk vállalják.

## Jelenkor
2005-től DB 612 billenőszekrényes járművek közlekednek Zágráb-Split viszonylatban. A 2014-es menetrend szerint Zágráb főpályaudvar és Split között több, mint 6 óra alatt teszik meg a szerelvények az utat, ebből 97 perc Knin–Split szakasz.
A Knin-Šibenik közötti személyvonat 100 perc alatt tette meg az utat.
2006-tól a Spliti helyiérdekű vasút megkezdte a működését a vasútvonal tengerpart menti, elővárosi szakaszán, amelyet később Trogirig szeretnének meghosszabbítani.
2009. július 24-én Split előtt, Kaštel Stari állomáson kisiklott egy horvát személyvonat összes vagonja, a balesetben hat ember meghalt és 55 utas megsérült. A mentés eseménymenetesen történt, mert majdnem a dolgozó mentőcsapatokba rohant egy fékhibás, a lejtőn lefelé száguldó vasúti szerkocsi. A pályát 11 nap múlva tudták helyreállítani.

## Galéria

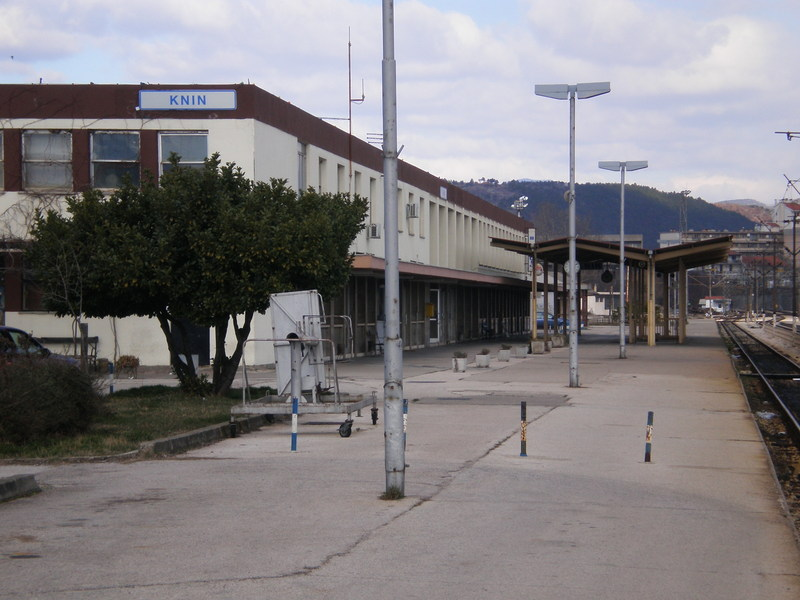
Knin pályaudvar (2008)
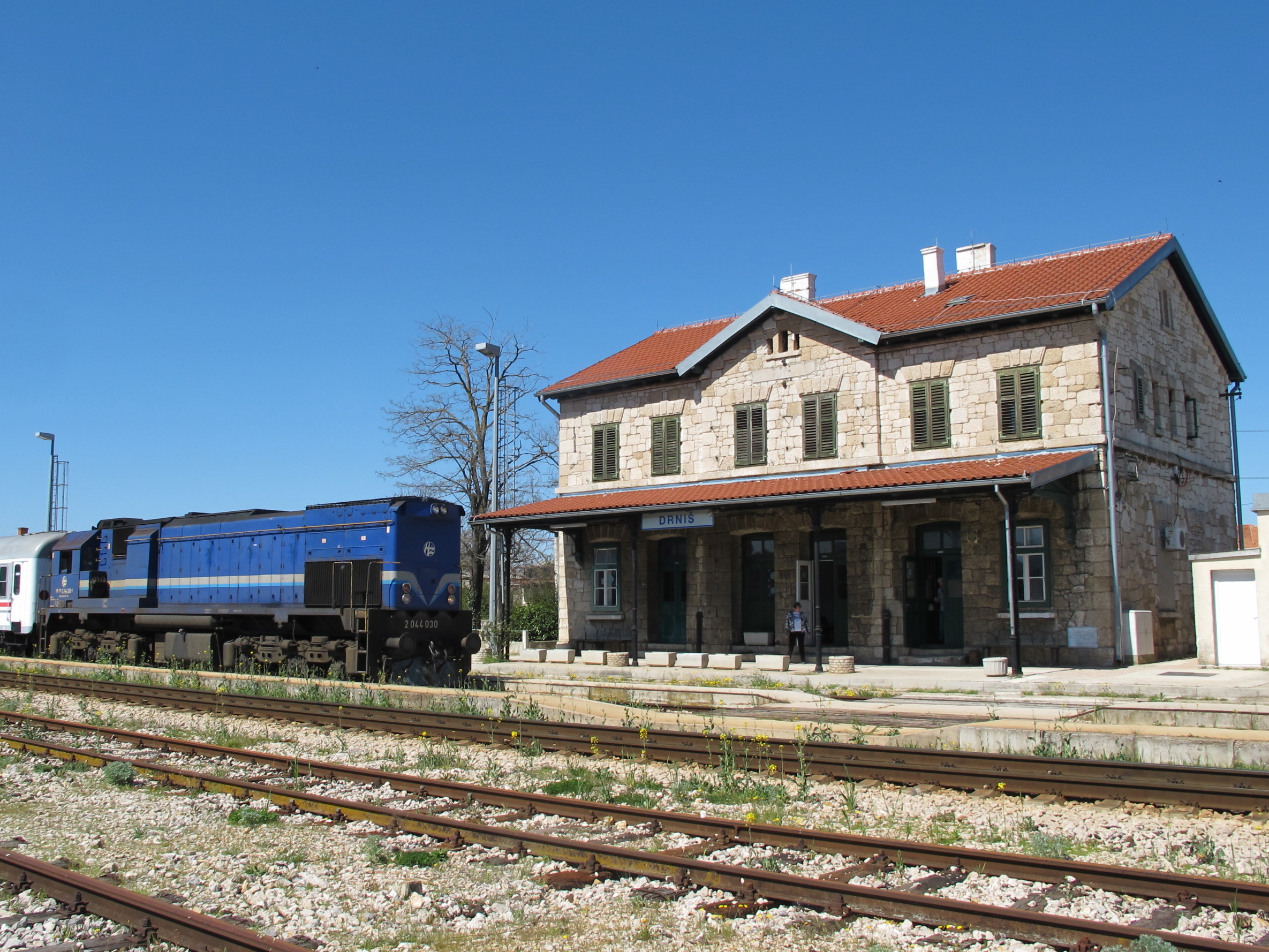
Drniš (2013)
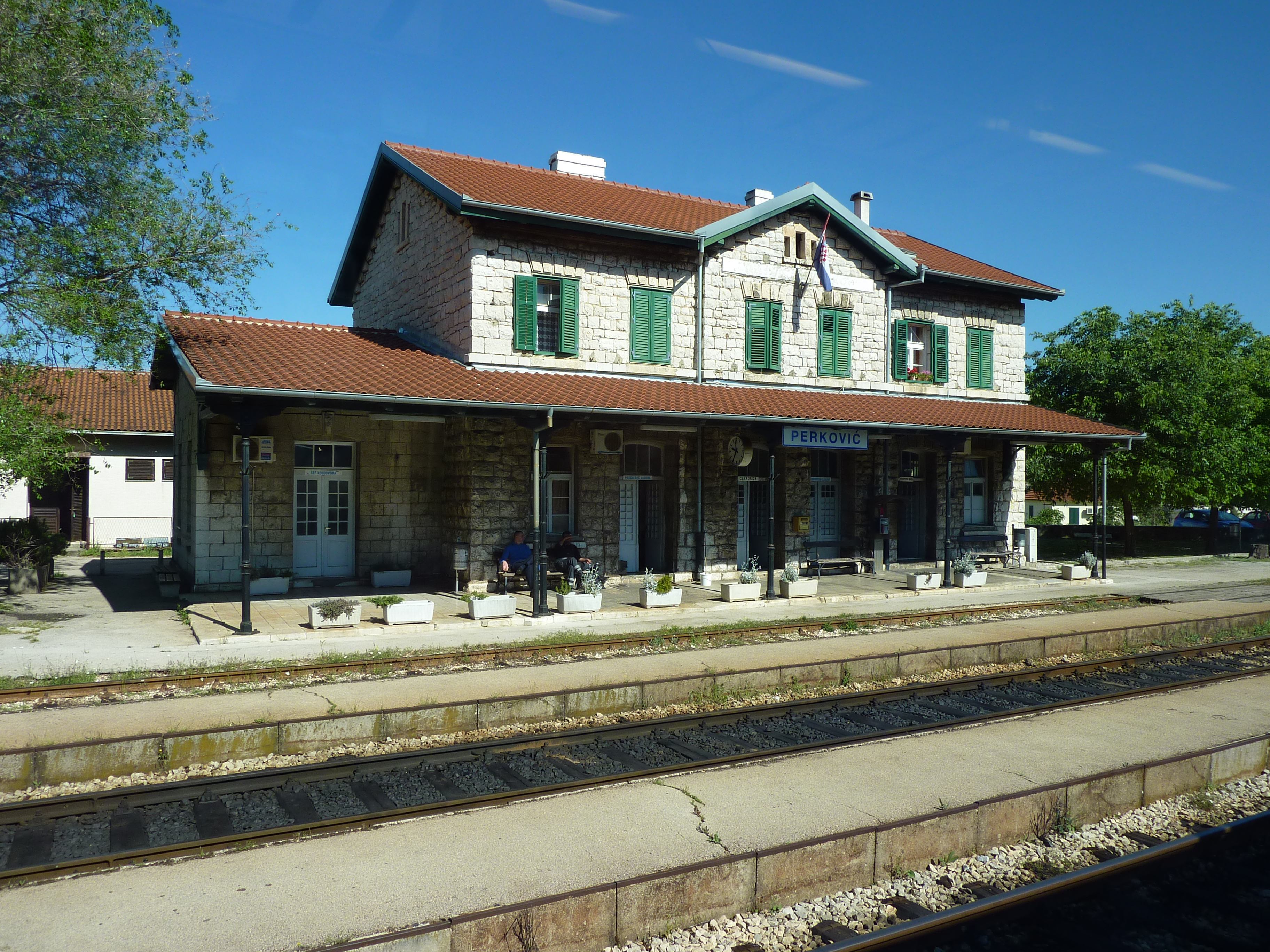
Perković állomás (2011)
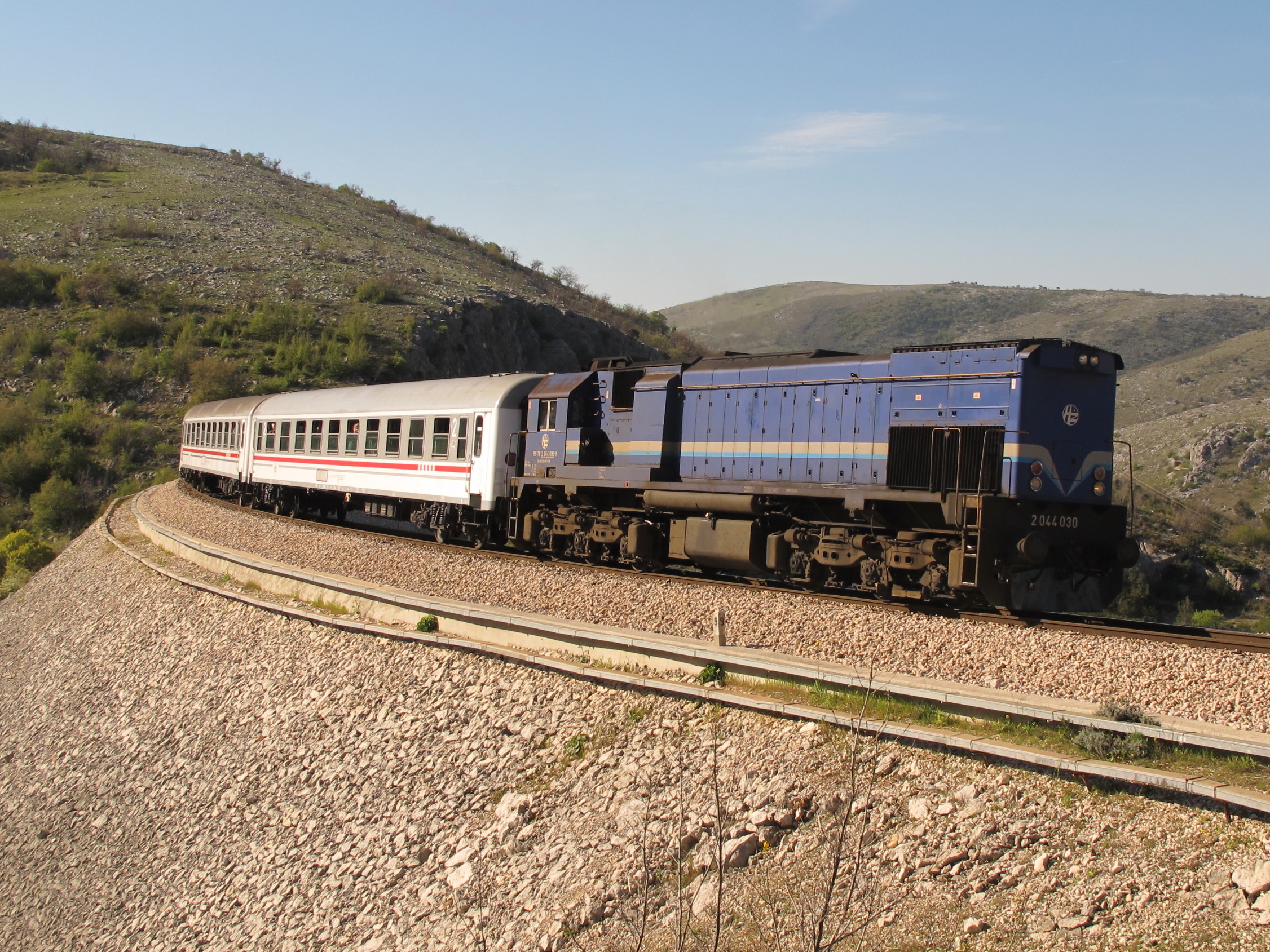
Zug zwischen Sadine und Primorski Dolac (2013)
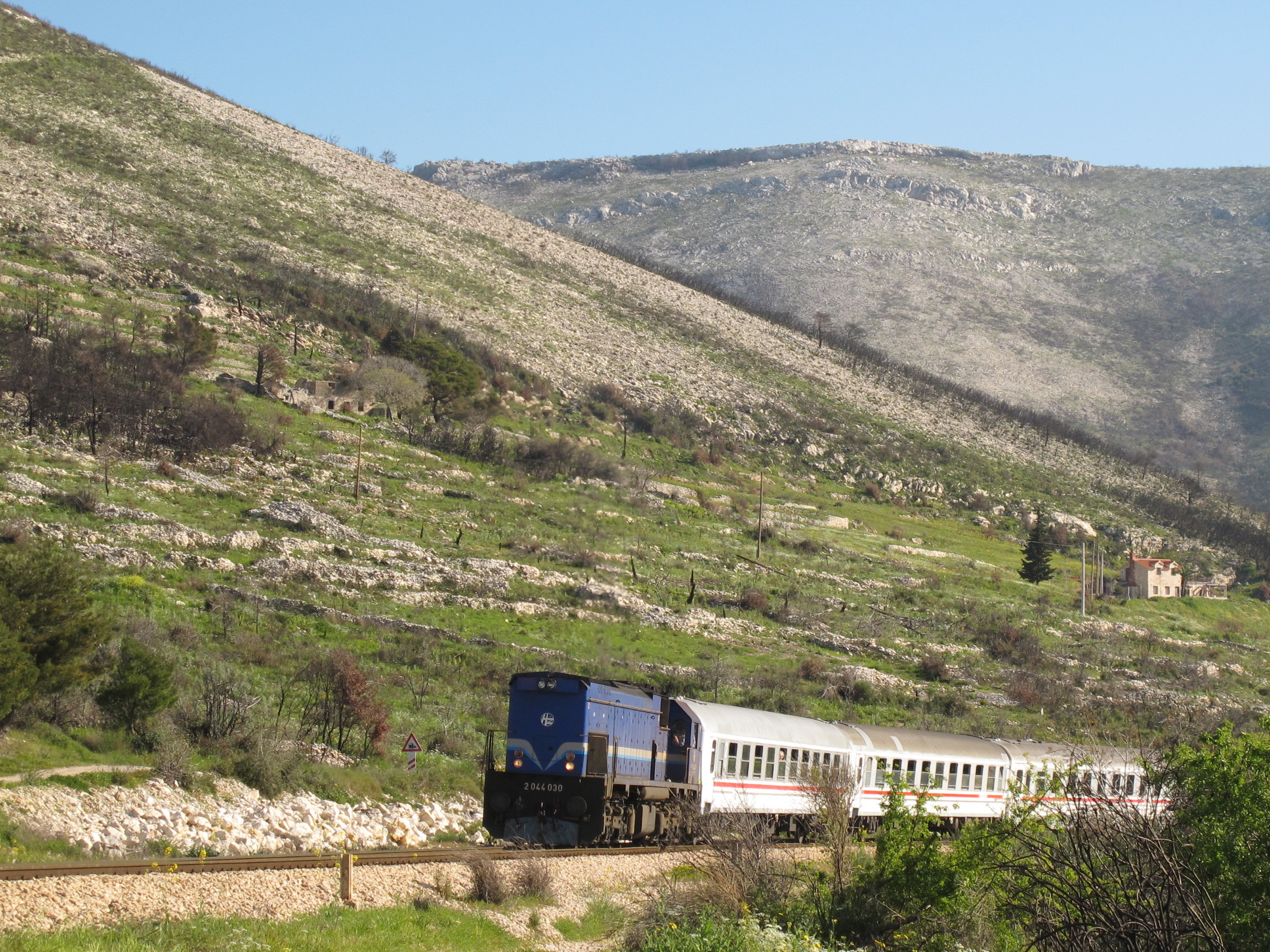
Zug bei Sadine (2013)
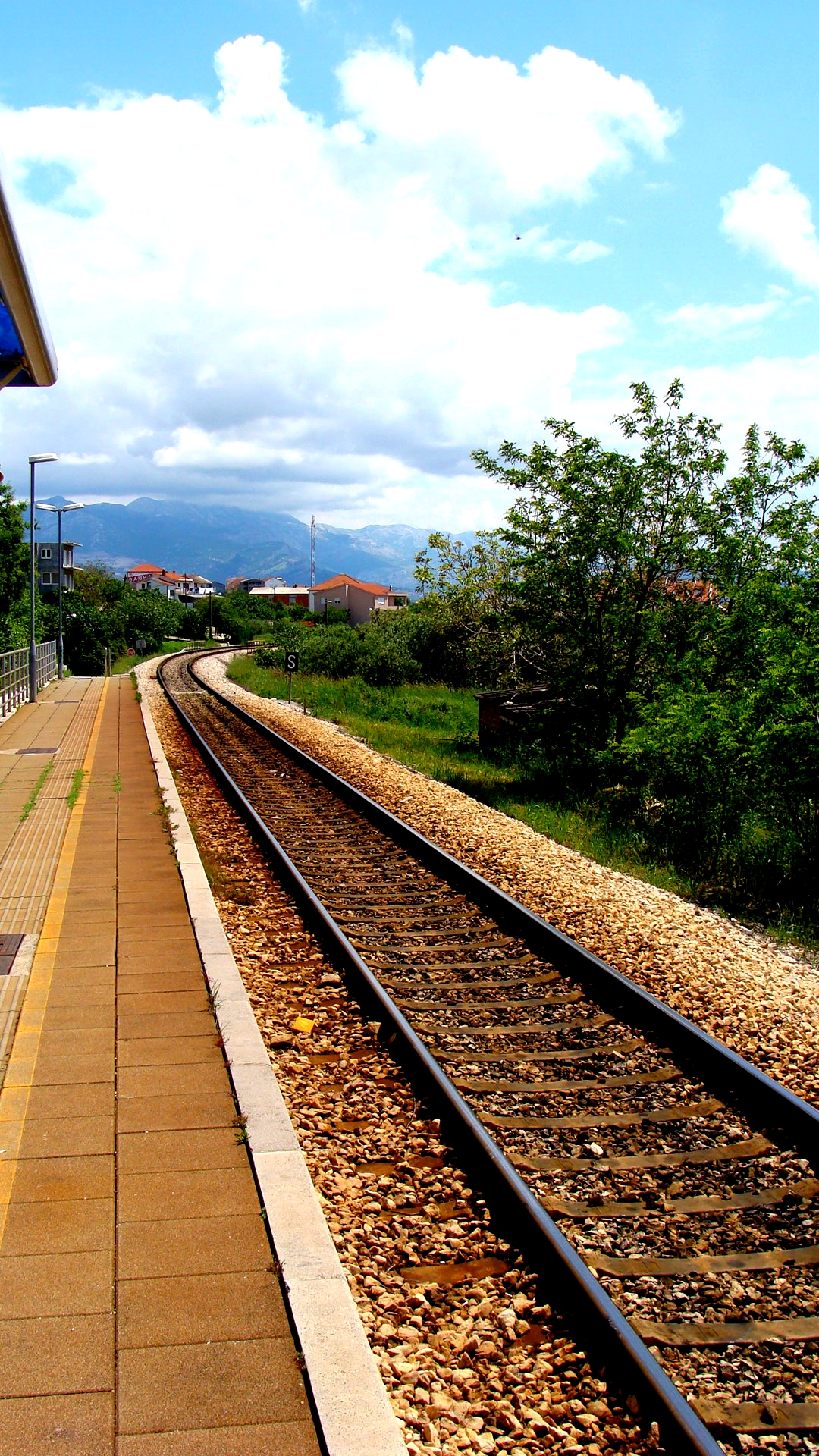
Kaštel Kambelovac megálló (2014)
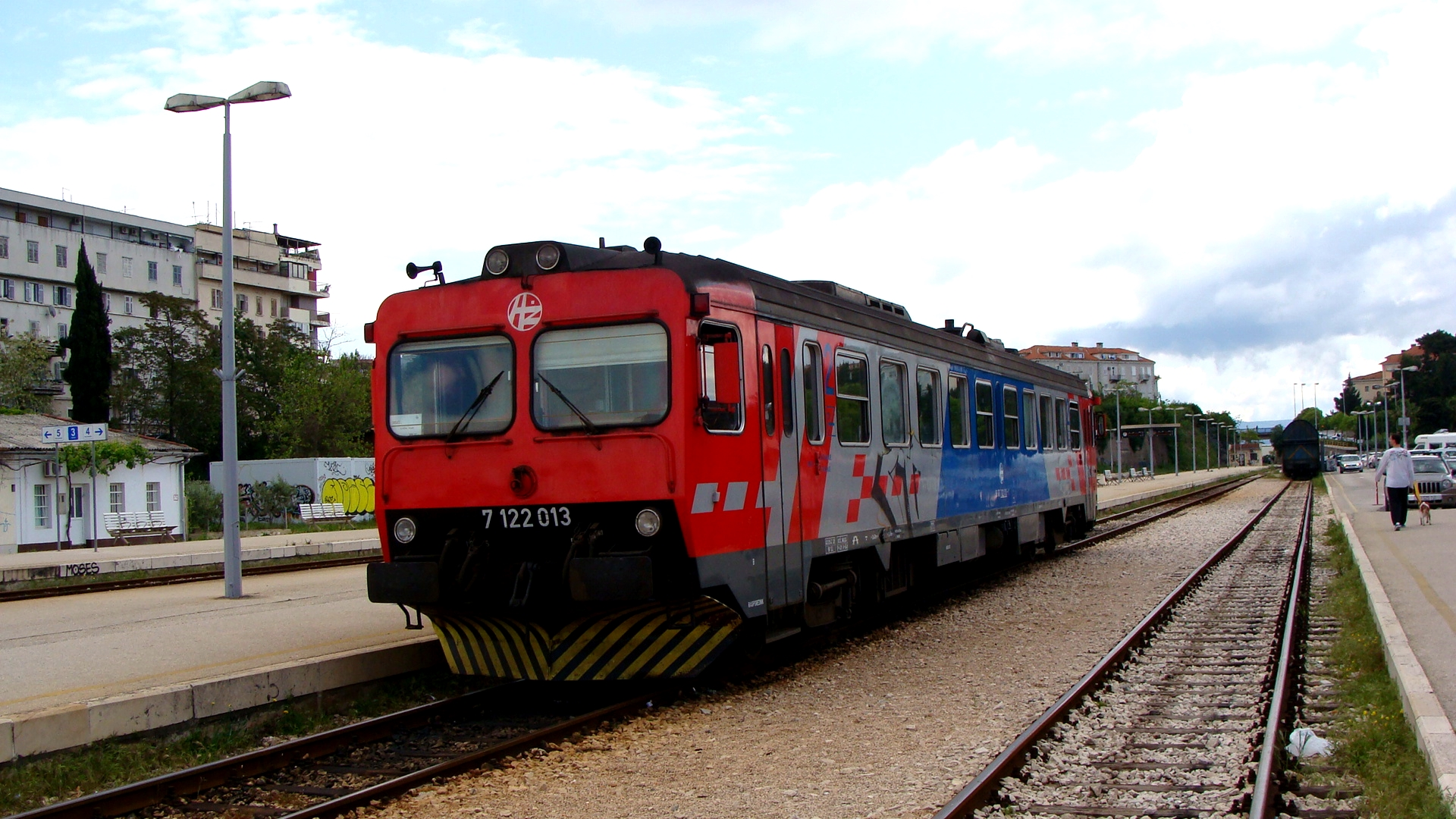
A HŽ 7122 sorozatú (korábban SJ Y1 sorozat) motorkocsi Splitben
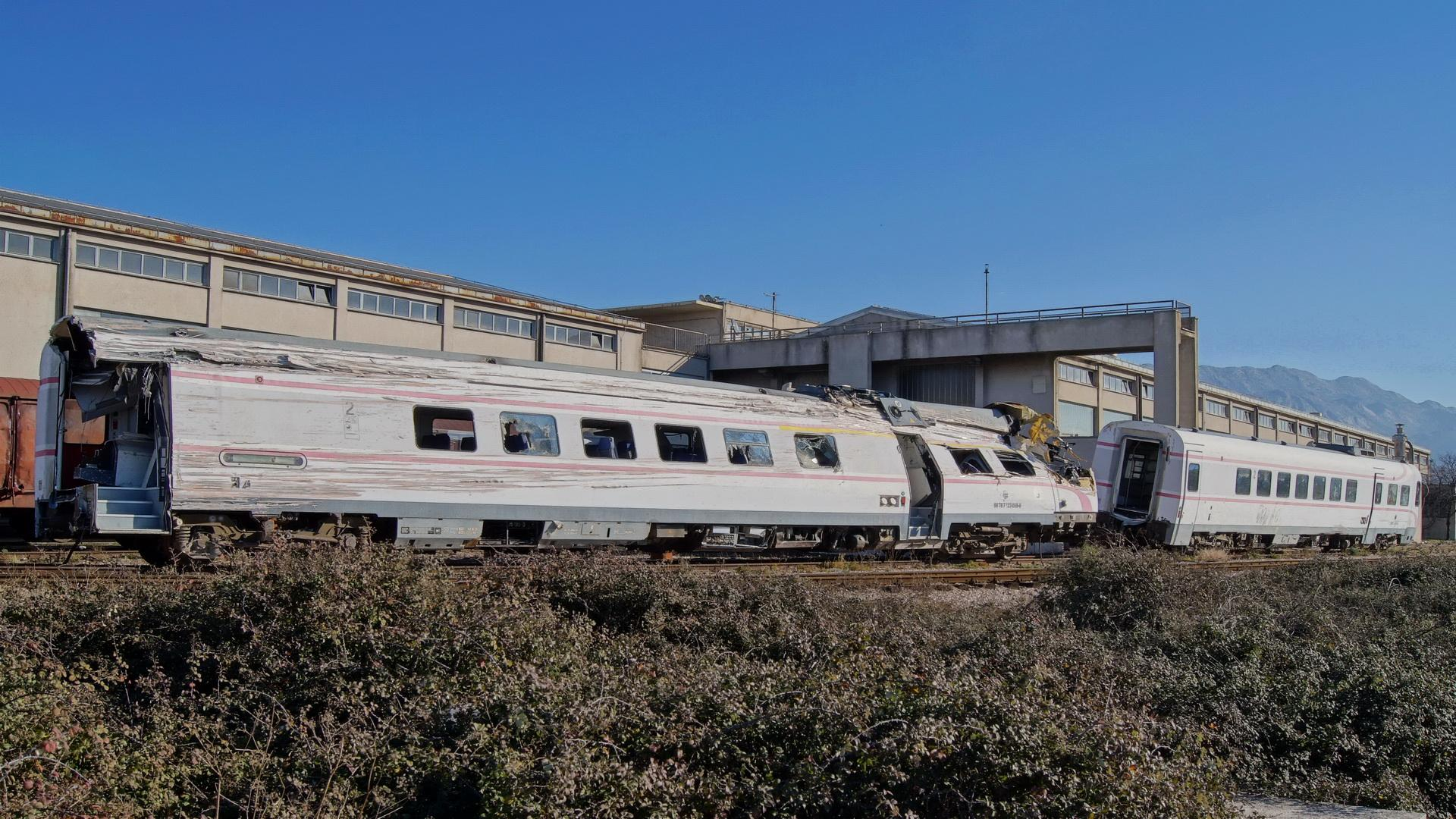
2009-es vasúti balesetben Kaštel Starinál megsérült kocsik

## Fordítás
- Ez a szócikk részben vagy egészben  a   Dalmatinische Bahn című német Wikipédia-szócikk ezen változatának fordításán alapul.  Az eredeti cikk szerkesztőit annak laptörténete sorolja fel. Ez a jelzés csupán a megfogalmazás eredetét és a szerzői jogokat jelzi, nem szolgál a cikkben szereplő információk forrásmegjelöléseként.